# Standardmodellen
Standardmodellen er en grundlæggende kvantefeltteori, som beskriver elektromagnetiske, svage og stærke vekselvirkninger såvel som de fundamentale partikler, som udgør stof -- leptoner, fotoner, W- og Z-bosoner, kvarker og gluoner. Standardmodellen beskriver ikke gravitationen.
Den danske højenergifysiker Holger Bech Nielsen har været med til at udbrede det folkelige kendskab til denne teori ved utallige foredrag rundt omkring i Danmark.
Standardmodellen har været et grundlæggende element i den forskning, som foregår i DESYs ringsystem.
Standardmodellen er en samlet teori inden for partikelfysikken, hvor man har samlet de grundlæggende partikler for universets eksistens. Denne er dog ikke komplet, da man mangler 1 ud af de 4 vekselvirkninger, nemlig gravitationen. Udover denne er der svag vekselvirkning, stærk vekselvirkning og elektromagnetisme. Standardmodellen er inddelt i 3 generationer efter de forskellige partiklers masse, hvor 1. generation er dem med den laveste masse og 3. generation med størst masse.
Elektromagnetismen og den svage vekselvirkning var det første, der blev opdaget, og det skete i 1963 af Sheldon Glashow, og siden hen er det takket være mange personer, at den stærke vekselvirkning ikke længere bare er teori.
Udviklingen af standardmodellen var drevet af både teoretiske og eksperimentelle partikelfysikere. For teoretikere er standardmodellen et eksempel på en kvantefeltteori, som fremviser en bred vifte af fysik, herunder spontan symmetri-brud, anomalier og ikke-perturbativ adfærd. Det bruges som grundlag for at bygge mere eksotiske modeller, der omfatter hypotetiske partikler, ekstra dimensioner, og omstændelige symmetrier (såsom supersymmetri) i et forsøg på at forklare eksperimentelle resultater i uoverensstemmelse med standardmodellen, såsom eksistensen af mørkt stof og neutrino-oscillationer.[kilde mangler]

## Fermioner
Fermioner er en fælles betegnelse for kvarker og leptoner. Denne betegnelse har man, fordi alt kendt stof er opbygget af kvarker og leptoner. De eneste partikler der behøves, for at opbygge alt stabilt stof er 1. generations fermioner. For at danne universet, er 2. og 3. generations fermioner (de tungere) dog nødvendige at tage i brug. For at danne 2. og 3. generations fermioner kræves der meget energi, da de hurtigt henfalder til 1. generations fermioner. Grunden til opstillingen i generationer er, at den eneste forskel hver partikel har til deres modstykke, er vægten.

## Kvarker
Hvis man kigger nærmere på neutroner og protoner, så finder man ikke en forstørret neutron eller proton, men man finder kvarker, og det er de partikler, nukleonerne består af. Kvarken er navngivet af nobelpristageren Murray Gell-Mann.
Der findes 6 typer kvarker, som er inddelt i generationer efter masse.
Kvarker sammensættes til hadroner, som en kvark og dens antikvark. Hadroner, der består af 2 kvarker, kaldes mesoner. Hadroner, som består af 3 kvarker, kaldes baryoner. Protoner og neutroner består af 3 kvarker og er derfor baryoner. Kvarken er endnu ikke blevet observeret i fri tilstand, men alligevel er man ret sikker på dens eksistens.

## Leptoner
En lepton kan i modsætning til kvarken ikke sammensættes til andre partikler. Leptonerne er også inddelt i 3 generationer efter masse, som kvarken.
De tungere leptoner (myon og tau) henfalder meget hurtigt til leptonens neutrino (stabil), og så enten til en lettere lepton og dens neutrino eller til en kvark og dens antikvark. Dette bevirker så, at vi aldrig ser de tungere leptoner i noget almindeligt stof her på jorden. 4 leptoner er stabile, selvfølgelig de 3 neutrinoer og så elektronen. I henfaldsproduktet har vi aldrig en neutrino, og en neutrino vekselvirker næsten aldrig med noget andet atom, hvilket skyldes at dens ladning er så utrolig lille - som det kan ses ovenfor - så de fleste neutrinoer passerer lige gennem jorden. Søg evt. på google for at finde billede, der kan illustrere dette.

## Antipartikler
Hver partikel, enten om det er en kvark eller lepton, har en antipartikel, og denne vises med en streg over den pågældendes symbol. Denne antipartikel ser ud og opfører sig som sin partikel. Forskellen er bare, at den har en modsat ladning. Fx har kvarken ”Up” en elektrisk ladning på +2/3 og ”antiuppen” har derfor en elektrisk ladning på -2/3.

## Vekselvirkninger
I standardmodellen arbejder man med 3 typer kræfter. Elektromagnetisk ladning, svag vekselvirkning og stærk vekselvirkning. Som det næste har man gravitionen som endnu ikke er inddraget, men man arbejder stærkt på det. Vekselvirkning er egentlig bare en kraftoverførsel, som sker mellem partiklerne. Bosoner er de partikler, som kan bære kraften og derfor også overføre en bestemt mængde energi, som kun kan absorberes af en partikel, som bliver påvirket af samme kraft. Derfor er det svært at få gravitionen med ind i standardmodellen, for man må vel gå ud fra at gravitionen påvirker alle partikler. Der er tale om 5 forskellige bosoner; γ(foton), W-, W+, Z0 og g(gluon). Man har forenet de første 4 til den elektrosvage kraft, og gluonen tilhører derfor den stærke kraft. 

### Den elektromagnetiske kraft
Paul Dirac grundlagde i 1928 kvanteelektrodynamikken (QED), og ifølge denne teori var den elektromagnetiske vekselvirkning en udveksling af en foton (kraftbærende partikel). Fotonen har tegnet γ, og hvad vi ved på nuværende tidspunkt, har den ingen masse og bevæger sig med lysets hastighed, som er 2,998*10^8 m/s. Hvis man ser helt basalt på tingene, er den elektromagnetiske kraft egentlig bare det, at (+) og (–) tiltrækker hinanden, mens (+) og (+) samt (–) og (–) frastøder hinanden.

### Svag vekselvirkning
Ved den svage vekselvirkning har vi 3 bosoner; W-, W+, Z0. W-partiklerne er elektrisk ladede, mens Z-partiklen er neutralt ladet. Klein var manden, der forudsagde feltpartiklen i den svage kraft, W, i 1938, og senere hen (1967) fremsatte Sheldon Glashow, Abdul Salam og Steven Weinberg en teori for den svage kraft, samtidig med at de forudsagde massen for W-partiklen(82GeV), en ny partikel Z og massen for denne(92 GeV). I 1983 fandt man på CERN disse to partikler, og forudsigelserne viste sig dermed korrekte. Ved den svage vekselvirkning er det de tunge kvarker og leptoner, der henfalder til de lettere. I henfaldsprocessen er der tale om β-henfald, hvor enten en proton bliver omdannet til en neutron, positron og neutrino, eller hvor en neutron omdannes til en proton, elektron og antineutrino. Disse to henfald kaldes β+ og β- henfald, og dette sker ved hjælp af W bosonet.

### Stærk vekselvirkning
Den stærke krafts boson hedder en gluon, og dens funktion er at binde kvarker sammen til hadroner, hvilket sker når fx to protoner tiltrækker hinanden ved at udveksle gluoner. Navnet stammer højst sandsynligt fra det engelske ord "to glue" - at lime - der beskriver gluonens funktion, da den "limer" partikler sammen, som fx neutroner og protoner, der så danner atomkernen. Tidligere var gluonen blevet kaldt pion. Det, der er specielt ved den stærke kræft, er, at der er tale om en color-ladning, hvor hver kvark har en af de tre farver, som ses på skemaet nedenunder, og når disse sammensættes, skal de være color-neutrale, hvilket enden sker ved, at der er en af hver farve, eller at der er en kvark og den tilsvarende antikvark. Søg evt. på google for at finde billeder, der kan illustrere dette.
Disse color-ladede kvarker kan ikke findes enkeltvist. De forekommer kun som hadroner, og så selvfølgelig i kombinationer, der er color-neutrale - nemlig mesoner. 

## Gravitation
Gravitationen er selvfølgelig tyngdekraften, og denne kraft kan standardmodellen ikke forklare endnu, og dens boson er endnu ikke fundet, men forudsagt som en gravition. Dog har denne kraft ikke så stor indflydelse i partikelfysikken sammenlignet med de tre andre kræfter, så man kan godt lave forsøg med andre vekselvirkninger uden at tage hensyn til gravitationen. Der er dog sat mange kræfter ind for at finde svar om tyngdekraften, men der er endnu ikke fundet noget.

## Higgs-boson
Higgs-bosonen er den partikel, der tilsyneladende er blevet fundet vha. LHC i CERN. Higgs-bosonen er det, der skulle give alle andre partikler en masse, og derfor vekselvirker den selvfølgelig med alle partikler. For at forklare denne proces kan dette citat fra Mads Toudal Frandsen: "LHC, Higgs-partiklen og et stort hul i Texas", (Gamma nr. 148 s.32), bruges: 
"Betragt Hr. Pitt som er flink til at jogge og derfor er ganske let (omend ikke helt masseløs). Imidlertid er Hr. Pitt også ganske berømt og har derfor mange fans. Hvis nu Hr. Pitt skulle nå fra den ene ende af Sunset Boulevard til den anden efter sin morgen-latte på Starbucks på en solrig søndag ville følgende ske: Hr. Pitt ville tiltrække så mange fans omkring sig, at han ikke ville kunne bevæge sig hurtigere end en meget mere massiv person i ringe form. Hans fans ville klumpe omkring ham, og de ville forsinke ham markant, dvs, gøre ham massiv og træg. Dette er Higgs-mekanismen frit efter David Millers beskrivelse."
| 1. Generation           | 1. Generation                  | 1. Generation          | 1. Generation          | 1. Generation          | 1. Generation                         | 1. Generation | 1. Generation |
| Fermion (venstrehåndet) | Symbol                         | Elektrisk- ladning     | Spin                   | Svag hyperladning      | Farve- ladning *                      | Masse **      |               |
| ----------------------- | ------------------------------ | ---------------------- | ---------------------- | ---------------------- | ------------------------------------- | ------------- | ------------- |
| Elektron                | {\displaystyle e^{-}\,}        | {\displaystyle -1\,}   | {\displaystyle 1/2\,}  | {\displaystyle -1\,}   | {\displaystyle \mathbf {1} \,}        | 511 keV       |               |
| Positron                | {\displaystyle e^{+}\,}        | {\displaystyle +1\,}   | {\displaystyle 1/2}    | {\displaystyle +2\,}   | {\displaystyle \mathbf {1} \,}        | 511 keV       |               |
| Elektronneutrino        | {\displaystyle \nu _{e}\,}     | {\displaystyle 0\,}    | {\displaystyle +1/2\,} | {\displaystyle -1\,}   | {\displaystyle \mathbf {1} \,}        | < 2 eV ****   |               |
| Up-kvark                | {\displaystyle u\,}            | {\displaystyle +2/3\,} | {\displaystyle +1/2\,} | {\displaystyle +1/3\,} | {\displaystyle \mathbf {3} \,}        | ~ 3 MeV ***   |               |
| Up-antikvark            | {\displaystyle {\bar {u}}\,}   | {\displaystyle -2/3\,} | {\displaystyle 1/2}    | {\displaystyle -4/3\,} | {\displaystyle \mathbf {\bar {3}} \,} | ~ 3 MeV ***   |               |
| Down-kvark              | {\displaystyle d\,}            | {\displaystyle -1/3\,} | {\displaystyle -1/2\,} | {\displaystyle +1/3\,} | {\displaystyle \mathbf {3} \,}        | ~ 6 MeV ***   |               |
| Down-antikvark          | {\displaystyle {\bar {d}}\,}   | {\displaystyle +1/3\,} | {\displaystyle 0\,}    | {\displaystyle +2/3\,} | {\displaystyle \mathbf {\bar {3}} \,} | ~ 6 MeV ***   |               |
|                         |                                |                        |                        |                        |                                       |               |               |
| 2. Generation           |                                |                        |                        |                        |                                       |               |               |
| Fermion (venstrehåndet) | Symbol                         | Elektrisk- ladning     | Spin                   | Svag hyperladning      | Farve- ladning *                      | Masse **      |               |
| Myon                    | {\displaystyle \mu ^{-}\,}     | {\displaystyle -1\,}   | {\displaystyle -1/2\,} | {\displaystyle -1\,}   | {\displaystyle \mathbf {1} \,}        | 106 MeV       |               |
| Antimyon                | {\displaystyle \mu ^{+}\,}     | {\displaystyle +1\,}   | {\displaystyle 0\,}    | {\displaystyle +2\,}   | {\displaystyle \mathbf {1} \,}        | 106 MeV       |               |
| Muonneutrino            | {\displaystyle \nu _{\mu }\,}  | {\displaystyle 0\,}    | {\displaystyle +1/2\,} | {\displaystyle -1\,}   | {\displaystyle \mathbf {1} \,}        | < 2 eV ****   |               |
| Charm-kvark             | {\displaystyle c\,}            | {\displaystyle +2/3\,} | {\displaystyle +1/2\,} | {\displaystyle +1/3\,} | {\displaystyle \mathbf {3} \,}        | ~ 1.337 GeV   |               |
| Charm antikvark         | {\displaystyle {\bar {c}}\,}   | {\displaystyle -2/3\,} | {\displaystyle 0\,}    | {\displaystyle -4/3\,} | {\displaystyle \mathbf {\bar {3}} \,} | ~ 1.3 GeV     |               |
| Strange-kvark           | {\displaystyle s\,}            | {\displaystyle -1/3\,} | {\displaystyle -1/2\,} | {\displaystyle +1/3\,} | {\displaystyle \mathbf {3} \,}        | ~ 100 MeV     |               |
| Strange antikvark       | {\displaystyle {\bar {s}}\,}   | {\displaystyle +1/3\,} | {\displaystyle 0\,}    | {\displaystyle +2/3\,} | {\displaystyle \mathbf {\bar {3}} \,} | ~ 100 MeV     |               |
|                         |                                |                        |                        |                        |                                       |               |               |
| 3. Generation           |                                |                        |                        |                        |                                       |               |               |
| Fermion (venstrehåndet) | Symbol                         | Elektrisk- ladning     | Spin                   | Svag hyperladning      | Farve- ladning *                      | Masse **      |               |
| Tauon                   | {\displaystyle \tau ^{-}\,}    | {\displaystyle -1\,}   | {\displaystyle -1/2\,} | {\displaystyle -1\,}   | {\displaystyle \mathbf {1} \,}        | 1.78 GeV      |               |
| Antitauon               | {\displaystyle \tau ^{+}\,}    | {\displaystyle +1\,}   | {\displaystyle 0\,}    | {\displaystyle +2\,}   | {\displaystyle \mathbf {1} \,}        | 1.78 GeV      |               |
| Tauonneutrino           | {\displaystyle \nu _{\tau }\,} | {\displaystyle 0\,}    | {\displaystyle +1/2\,} | {\displaystyle -1\,}   | {\displaystyle \mathbf {1} \,}        | < 2 eV ****   |               |
| Top-kvark               | {\displaystyle t\,}            | {\displaystyle +2/3\,} | {\displaystyle +1/2\,} | {\displaystyle +1/3\,} | {\displaystyle \mathbf {3} \,}        | 171 GeV       |               |
| Top-antikvark           | {\displaystyle {\bar {t}}\,}   | {\displaystyle -2/3\,} | {\displaystyle 0\,}    | {\displaystyle -4/3\,} | {\displaystyle \mathbf {\bar {3}} \,} | 171 GeV       |               |
| Bottom-kvark            | {\displaystyle b\,}            | {\displaystyle -1/3\,} | {\displaystyle -1/2\,} | {\displaystyle +1/3\,} | {\displaystyle \mathbf {3} \,}        | ~ 4.2 GeV     |               |
| Bottom-antikvark        | {\displaystyle {\bar {b}}\,}   | {\displaystyle +1/3\,} | {\displaystyle 0\,}    | {\displaystyle +2/3\,} | {\displaystyle \mathbf {\bar {3}} \,} | ~ 4.2 GeV     |               |